# Donzacq
Donzacq är en kommun i departementet Landes i regionen Nouvelle-Aquitaine i sydvästra Frankrike. Kommunen ligger i kantonen Amou som tillhör arrondissementet Dax. År 2022 hade Donzacq 454 invånare.

## Befolkningsutveckling
Antalet invånare i kommunen Donzacq
Referens:INSEE